# WASP-1
WASP-1 ngôi sao giàu kim loại có cấp sao biểu kiến là 12, nằm trong chòm sao Tiên Nữ, cách Trái Đất 1300 năm ánh sáng.

## Hệ hành tinh
Vào năm 2006, một ngoại hành tinh đã được phát hiện bởi nhóm Tìm kiếm góc rộng cho các hành tinh bằng cách sử dụng phương pháp Quá cảnh thiên thể. Hành tinh này có mật độ từ 0,31 đến 0,40 g/cm³, khiến nó dày đặc bằng một nửa sao Thổ, và một phần ba đặc như nước. Quỹ đạo của WASP-1b nghiêng so với trục quay của ngôi sao 79.0+4.3
−4.5 độ, khiến nó trở thành quỹ đạo gần như "cực".
Hai tìm kiếm các hành tinh khác sử dụng đã mang lại kết quả tiêu cực.
| Thiên thể đồng hành (thứ tự từ ngôi sao ra) | Khối lượng         | Bán trục lớn (AU)     | Chu kỳ quỹ đạo (ngày) | Độ lệch tâm | Độ nghiêng  | Bán kính           |
| ------------------------------------------- | ------------------ | --------------------- | --------------------- | ----------- | ----------- | ------------------ |
| b                                           | 0948+0029 −0028 MJ | 003958+000047 −000049 | 251994480±000050      | <0013       | 900+00 −29° | 1514+0052 −0047 RJ |